# Bolquère - Pyrénées 2000
Bolquère - Pyrénées 2000 est une station de sports d'hiver française située dans les Pyrénées-Orientales, en région Occitanie.
Elle forme, avec la station Font-Romeu, le domaine skiable Font-Romeu Pyrénées 2000.

## Géographie

### Localisation
La station est située en haut de la commune de Bolquère, dit aussi Pyrénées 2000, près de Super-Bolquère. On y accède par la RD 618, entre Mont-Louis et Font-Romeu.

## Histoire
Dotée du télésiège du Belvédère, la station a été créée en 1969 comme tend à l'attester l'appellation Pyrénées 2000 alors porteuse d'une vision dynamique et futuriste. En 1971 est installé le premier téléski, suivi par d'autres l'année suivante.

## Randonnée
Le sentier de grande randonnée 10 y passe.

## Cyclisme
Bolquère - Pyrénées 2000 a été arrivée d'étape du Tour de France en 1973 et en 1976.
| Année | Étape | Catégorie | 1er au sommet   |
| ----- | ----- | --------- | --------------- |
| 1976  | 12e   | 2         | Raymond Delisle |
| 1973  | 12e/2 | 2         | Lucien Van Impe |